# アイリーン・エッセル
アイリーン・エッセル（Eileen Essell,  1922年10月8日 - 2015年2月15日）は、イギリス出身の女優である。

## 来歴
1922年、イギリスロンドンに生まれる。1940年代から1950年代にかけておよそ13年間舞台女優として活動していたが、30代前半の頃に結婚をして息子が出来たことを機に演劇界から遠ざかっていた。1998年に長年連れ添った夫が他界したことで、再び演劇界へカムバックし、2000年にイギリスのテレビシリーズ『Doctors 』の1エピソードで女優復帰したことから本格的にキャリアを再スタート。
イギリスのみならず、アメリカ映画へも出演しており2003年にはダニー・デヴィートが監督したニューヨークが舞台のブラック・コメディ『おまけつき新婚生活』で、ベン・スティラーとドリュー・バリモア演じる主人公夫婦を悩ませる老婦人をユーモラスに演じて印象を残している。2004年には『ネバーランド』でジョニー・デップ、フレディ・ハイモアと共演し、翌年にはティム・バートン監督の『チャーリーとチョコレート工場』で再び2人と再共演している。
2015年、ロンドンで没する。享年92歳。

## 出演作品

### 映画
- アリ・G Ali G Indahouse (2002)
- おまけつき新婚生活 Duplex (2003)
- ネバーランド Finding Neverland (2004)
- チャーリーとチョコレート工場 Charlie and the Chocolate Factory (2005)
- プロデューサーズ The Producers (2005)

### テレビシリーズ
- Doctors (2000, 2009)
- The Bill (2001, 2009)
- London's Burning (2001)
- Holby City (2003)
- Strange (2003)
- Canterbury Tales (2003)
- フレンチ&サンダース French and Saunders (2004)
- 華麗なるペテン師たち Hustle (2005)
- カジュアルティ Casualty (2006)
- Ideal (2006)
- Feel the Force (2006)
- Fear, Stress and Anger (2006)
- Sensitive Skin (2007)
- ドクター・マーティン Doc Martin (2007)
- 秘密情報部トーチウッド Torchwood (2008)
- Secret Diary of a Call Girl (2008)
- ハートビート Heartbeat (2008)
- クローン Clone (2008)
- Demons (2009)
- Life of Riley (2010)
- Law & Order: UK (2010)
- Land Girls (2011)

## 参照
1. 1 2  “Eileen Essell Biography”. 2014年7月7日閲覧。